# Helge Freiman
Helge Freiman (* 26. Februar 1992 in Lidingö) ist ein ehemaliger schwedischer Handballspieler. Er wurde überwiegend als linker Rückraumspieler eingesetzt; nach eigenen Angaben war seine Lieblingsposition die Rückraummitte.

## Karriere
Freiman begann das Handballspielen in seiner Heimatstadt bei Lindigö SK. 2008 kam er in die Jugendabteilung des damaligen Erstligisten IFK Tumba. Ab 2011 spielte er für Eskilstuna Guif in der ersten schwedischen Liga und qualifizierte sich mit diesem Verein mehrmals für den EHF-Pokal. Zur Saison 2016/17 wechselte Freiman zum Bundesliga-Aufsteiger GWD Minden, wo sein Vertrag jedoch nach nur einem Jahr wieder aufgelöst wurde. Anschließend schloss er sich dem schwedischen Verein IFK Kristianstad an. Mit Kristianstad gewann er 2018 die schwedische Meisterschaft. Im November 2020 wechselte er zum Ligakonkurrenten Alingsås HK. In der Saison 2021/22 stand er bei Hammarby IF HF unter Vertrag. Anschließend beendete er seine Karriere im Handball.
Helge Freiman debütierte 2014 in der schwedischen Nationalmannschaft und bestritt 14 Länderspiele (18 Tore). Für die U-19 machte er 35 Länderspiele (46 Tore) sowie 27 Spiele (38 Tore) für die U-21. Bei der U-21-Weltmeisterschaft 2013 in Bosnien und Herzegowina holte er mit Schweden den Titel.

## Erfolge
- U-21-Weltmeister 2013
- Schwedischer Meister 2018